# Linha de Stalin
A Linha de Stalin (também conhecida como Linha Leningrado), consistia numa série de fortificações ao longo da fronteira Oeste da União Soviética, estendendo-se do Mar Báltico ao Mar Negro. O sistema defensivo começou a ser construído por volta de 1928, e foi concluída em três fases:
- Fase 1 - 1928 a 1930
- Fase 2 - 1930 a 1932
- Fase 3 - 1938 a 1939

Sua função principal era proteger a União Soviética de agressões externas. A linha ao contrário das demais fortificações existentes na Europa, como por exemplo a Linha Maginot que possuiam uma sequência continua, esta era formada por pontos isolados de fortificações compostas por bunkers de cimento e armamento pesado.
No período compreendido entre 1939 e 1940, com a expansão soviética na Polónia, Báltico e Bessarábia, vota-se a linha ao abandono, construindo uma nova mais a Oeste. Uma série de generais russos apoiavam o projecto, sentindo que seria melhor manter as duas linhas e ter uma maior postura defensiva, embora, mais tarde, esta decisão entre em colisão com a doutrina soviética do pré-Segunda Guerra Mundial.
O armamento foi mudado de localização, estando a maior parte dele armazenado aquando da invasão alemã de 1941. Assim, com uma linha defensiva ainda em processo de construção e a Linha de Stalin abandonada, elas foram pouco producentes para tentar parar a Operação Barbarossa.

## Defesa
Os bunkers devido a sua espessura eram capazes de suportar impactos entre 122mm e 203mm, alguns bunkers possuíam dois níveis e eram armados com canhões de 7,62 mm e canhões anti-tanque de 45mm, porém a arma mais comum era Metralhadora Maxim de 7,62 mm. No entanto alguns bunkers eram armados com torres dos tanques já obsoletos T-26.

## Assalto alemão
A forças alemãs utilizaram recursos e conceitos aprendidos durante a campanha na Europa, principalmente a Linha Maginot, para o ataque destruição das casamatas:
- O Primeiro Pelotão realizava um flanqueamento e atacava a posição com cargas de demolição e lança-chamas;
- O Segundo Pelotão atacava a posição a partir do flanco oposto.
- Enquanto isto o Terceiro Pelotão fazia fogo de cobertura com metralhadoras e granadas.